# Fêtes et jours fériés en Australie

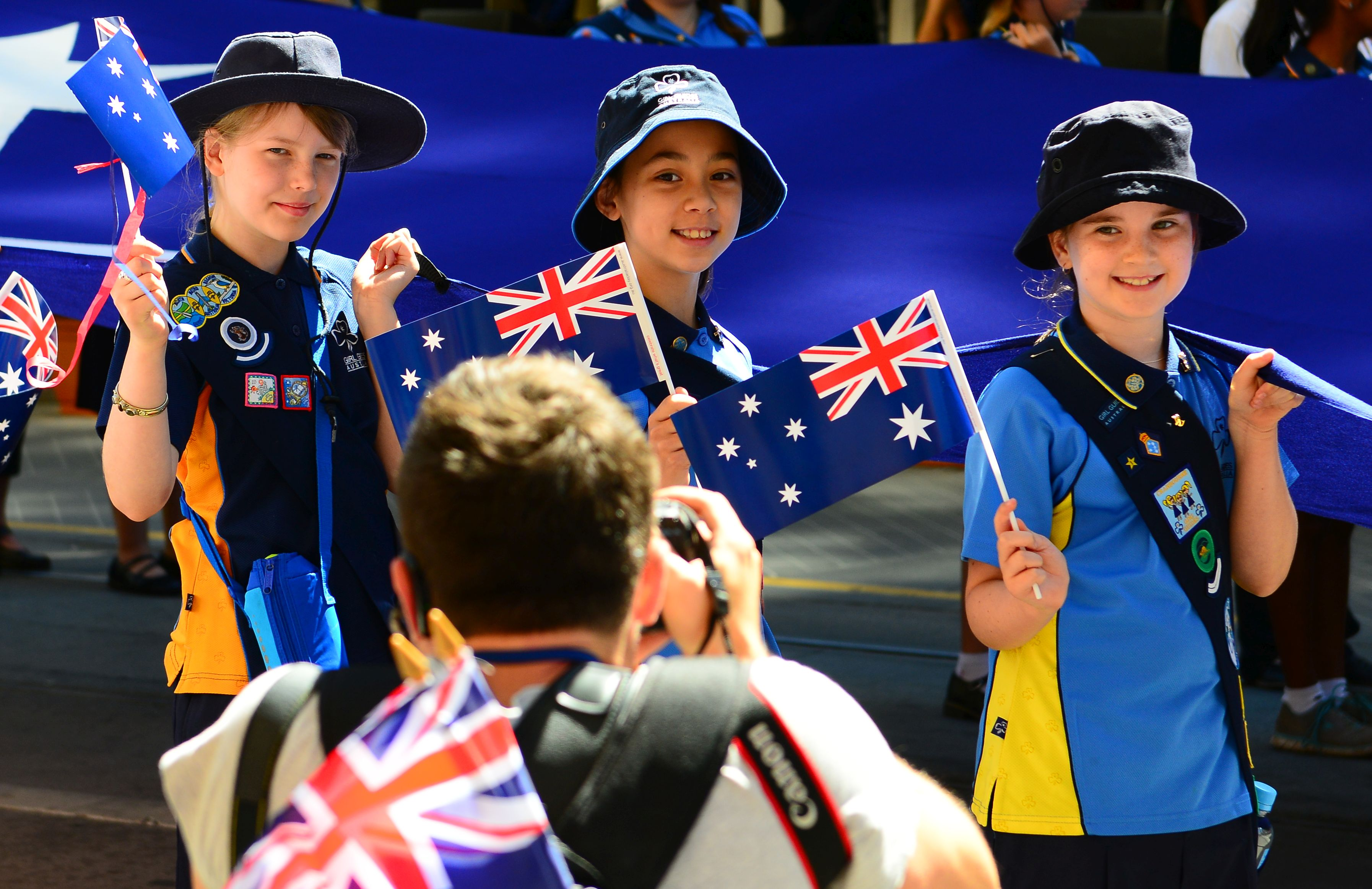
Jeunes filles défilant avec le drapeau australien à l'occasion de l'Australia Day.

Les fêtes et jours fériés en Australie comprennent des jours fériés nationaux communs à tout le pays et quelques autres fêtes régis par les États et territoires.
Une grande partie des jours fériés tombent un lundi de manière à créer des week-ends prolongés. Si un jour férié tombe un week-end, un jour férié de remplacement est parfois observé (le lundi suivant par exemple), que ce soit en vertu de la législation de jour férié ou par proclamation. L'Australie est parfois surnommée « pays aux longs week-ends »,. Cependant, les Australiens ont moins de jours fériés que la plupart des autres pays industrialisés.

## Récapitulatif
| 1er janvier           | Nouvel An                       | New Year's Day         | Oui | Oui         | Oui | Oui | Oui  | Oui         | Oui | Oui |
| 26 janvier            | Jour de l'Australie             | Australia Day          | Oui | Oui         | Oui | Oui | Oui  | Oui         | Oui | Oui |
| 2e lundi de février   | Royal Hobart Regatta            | Royal Hobart Regatta   |     |             |     |     |      | [ Notes 1 ] |     |     |
| 1er lundi de mars     | Fête du Travail                 | Labour Day             |     |             |     |     |      |             |     | Oui |
| 2e lundi de mars      | Adelaide Cup,                   | Adelaide Cup           |     |             |     |     | Oui  |             |     |     |
| 2e lundi de mars      | Canberra Day                    | Canberra Day           | Oui |             |     |     |      |             |     |     |
| 2e lundi de mars      | Jour de la Loi des huit heures  | Eight Hours Day        |     |             |     |     |      | Oui         |     |     |
| 2e lundi de mars      | Fête du Travail                 | Labour Day             |     |             |     |     |      |             | Oui |     |
| date mobile           | Vendredi saint                  | Good Friday            | Oui | Oui         | Oui | Oui | Oui  | Oui         | Oui | Oui |
| date mobile           | Samedi saint,                   | Easter Saturday        | Oui | Oui         | Oui | Oui | Oui  |             | Oui |     |
| date mobile           | Pâques                          | Easter Sunday          |     | Oui         |     |     |      |             |     |     |
| date mobile           | Lundi de Pâques                 | Easter Monday          | Oui | Oui         | Oui | Oui | Oui  | Oui         | Oui | Oui |
| date mobile           | Mardi de Pâques                 | Easter Tuesday         |     |             |     |     |      | [ Notes 3 ] |     |     |
| 25 avril              | Journée de l'ANZAC              | Anzac Day              | Oui | Oui         | Oui | Oui | Oui  | Oui         | Oui | Oui |
| 1er lundi de mai      | Jour de mai                     | May Day                |     |             | Oui |     |      |             |     |     |
| 1er lundi de juin     | Western Australia Day           | Western Australia Day  |     |             |     |     |      |             |     | Oui |
| 2e lundi de juin      | Anniversaire de la Reine        | Queen's Birthday       | Oui | Oui         | Oui | Oui | Oui  | Oui         | Oui |     |
| 1er lundi d'août      | Picnic Day                      | Picnic Day             |     |             | Oui |     |      |             |     |     |
| (Septembre/octobre)   | Anniversaire de la Reine        | Queen's Birthday       |     |             |     |     |      |             |     | Oui |
| date mobile           | Jour de la famille              | Family & Community Day | Oui |             |     |     |      |             |     |     |
| 1er lundi d'octobre   | Fête du Travail                 | Labour Day             | Oui | Oui         |     | Oui | Oui  |             |     |     |
| 1er lundi de novembre | Recreation Day                  | Recreation Day         |     |             |     |     |      | [ Notes 4 ] |     |     |
| 1er mardi de novembre | Melbourne Cup                   | Melbourne Cup          |     |             |     |     |      |             | Oui |     |
| 24 décembre           | Réveillon de Noël               | Christmas Eve          |     | ,           |     |     | Oui, |             |     |     |
| 25 décembre           | Noël                            | Christmas Day          | Oui | Oui         | Oui | Oui | Oui  | Oui         | Oui | Oui |
| 26 décembre           | Boxing Day                      | Boxing Day             | Oui | Oui         | Oui | Oui |      | Oui         | Oui | Oui |
| 26 décembre           | Proclamation Day                | Proclamation Day       |     |             |     |     | Oui  |             |     |     |
| 31 décembre           | Réveillon de la Saint-Sylvestre | New Year's Eve         |     | [ Notes 5 ] |     |     | Oui  |             |     |     |

1. ↑  Zonde d'Hobart seulement
2. ↑  La fête est fixée par la loi au 3e lundi du mois de mai. Depuis 2006, elle a été déplacée par l'intermédiaire d'une proclamation spéciale du gouverneur d'Australie-Méridionale, au 2e lundi de mars, sur une base d'essai.
3. ↑  Sous conditions
4. ↑  Zone hors Hobart seulement
5. 1 2  Dépend de la profession, généralement de 18 heures à minuit
6. 1 2  De 19 heures à minuit

## Fêtes et traditions en Australie

### Australia Day

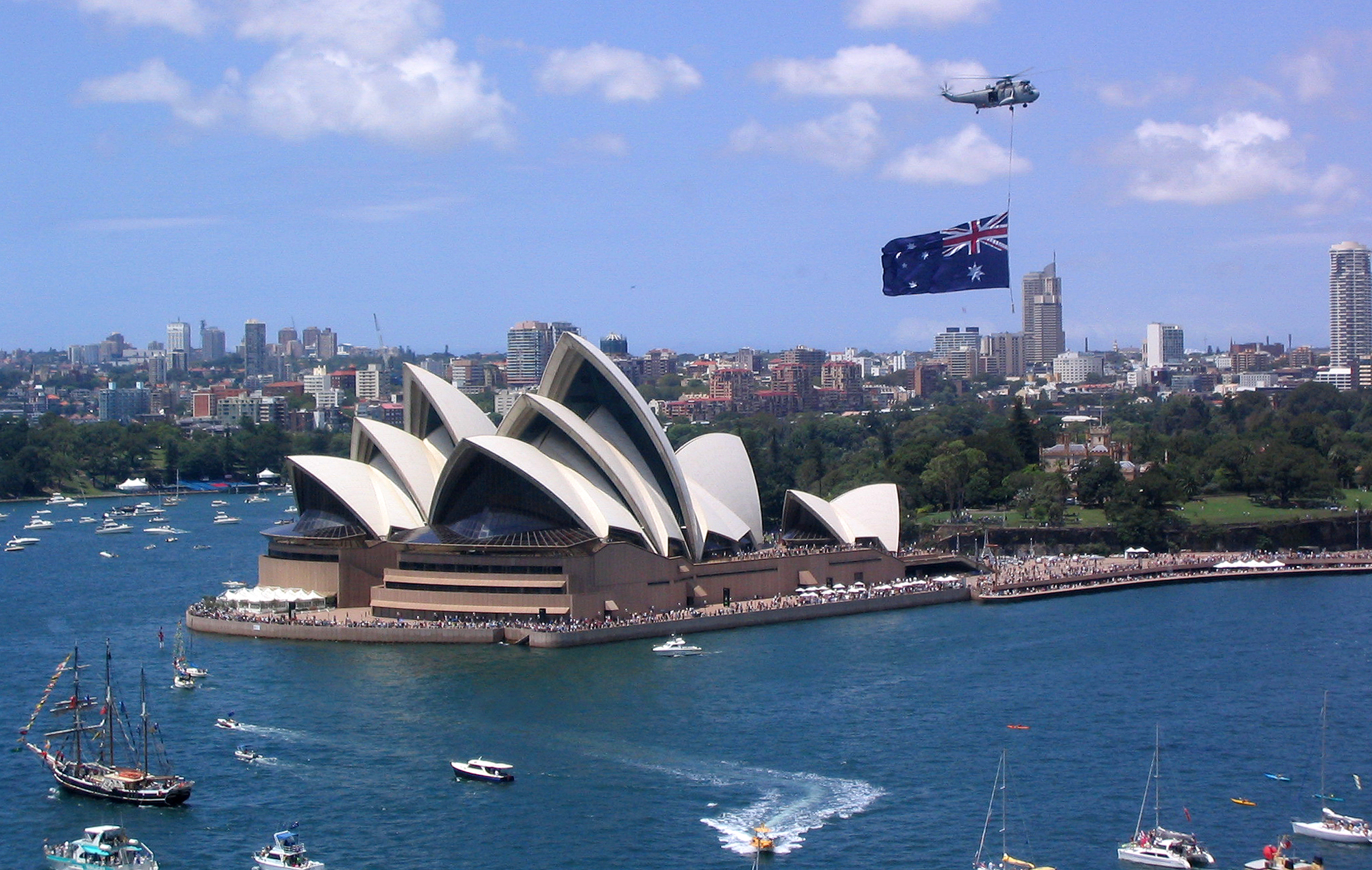
Commémorations lors de la fête nationale le 26 janvier 2004.

L'Australia Day est la fête nationale officielle du pays. Célébrée chaque année le 26 janvier, la date commémore l'arrivée de la première flotte européenne à Sydney Cove en 1788 et la proclamation, à l'époque, de la souveraineté britannique sur la côte est de la Nouvelle-Hollande. Bien qu'il n'était pas connu comme le jour de l'Australie jusqu'à plus d'un siècle plus tard, les dossiers de célébrations qui datent du 26 janvier remontent à 1808, avec la première célébration officielle de la formation de la Nouvelle-Galles du Sud en 1818. Il est actuellement un jour férié public dans chaque État et territoire australien. Avec les cérémonies de citoyenneté, des concerts et des festivals communautaires, la journée est célébrée dans les grandes et petites collectivités et les villes autour de la nation. Australia Day est devenu le plus grand événement civique annuel en Australie.

### Journée de l'ANZAC
La Journée commémorative de l'ANZAC (ANZAC Day) est célébrée le 25 avril de chaque année et commémore la bataille de Gallipoli entre les Australiens et Néo-Zélandais de l'ANZAC et l'armée ottomane en 1915, pendant la Première Guerre mondiale et l'engagement des troupes australiennes et néo-zélandaises en France et en Belgique.

### Noël

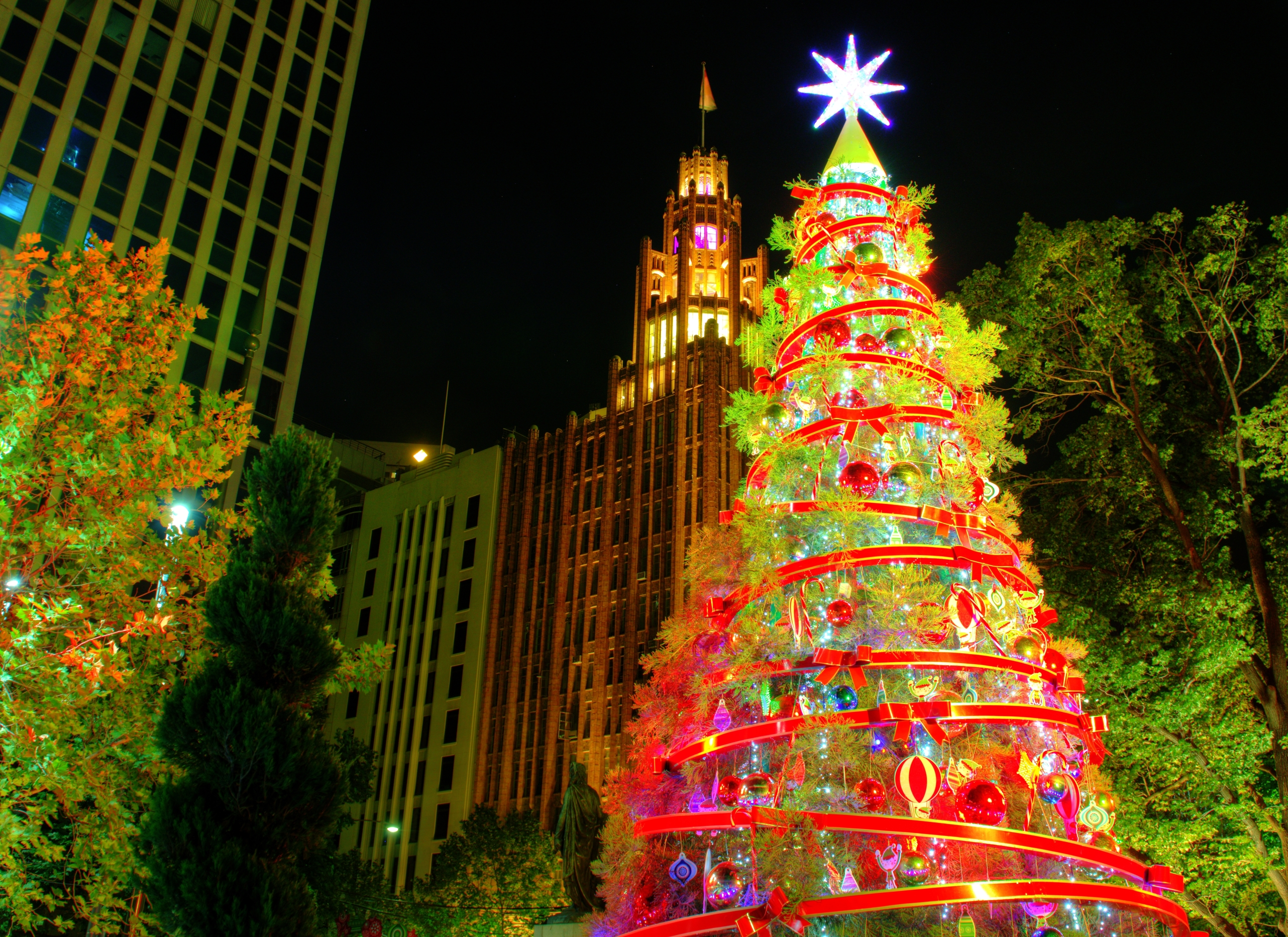
Sapin de Noël à Melbourne.

Noël est célébré en été dans l'hémisphère sud. Noël et le lendemain (25-26 décembre) sont reconnus comme des jours fériés nationaux en Australie. La ville d'Adélaïde connait chaque année un défilé de Noël (Adelaide Christmas Pageant). Ce défilé est l'un des plus grands de son genre dans le monde, attirant des foules de plus de 400 000 personnes. 